# Maurice Tailliandier
Pour les articles homonymes, voir Tailliandier.
Maurice Tailliandier est un homme politique français né le 6 juin 1873 à Fresnoy-en-Gohelle (Pas-de-Calais) et mort le 16 décembre 1951 à Paris.

## Biographie
Fils d'Henri Tailliandier et frère d'Albert Tailliandier, députés du Pas-de-Calais, il est docteur en droit et en sciences politiques. Avocat à Paris, il participe à la gestion des importantes propriétés familiales dans le Pas-de-Calais. Conseiller municipal de Cagnicourt en 1900, il en est maire en 1919. Il est député du Pas-de-Calais de 1928 à 1936, siégeant au groupe de l'Union républicaine démocratique. Il est l'un des fondateurs de l'Alliance démocratique.

## Sources
- « Maurice Tailliandier », dans le Dictionnaire des parlementaires français (1889-1940), sous la direction de Jean Jolly, PUF, 1960 [détail de l’édition]